# مرحضة (الحصن)

تعديل مصدري - تعديل

مرحضة هي إحدى قرى عزلة اليمانية العليا بمديرية الحصن التابعة لمحافظة صنعاء، بلغ تعداد سكانها 302 نسمة حسب تعداد اليمن لعام 2004.